# Цитович, Гавриил Акимович
Гавриил Акимович Цитович (1813—1872) — российский военный врач, доктор медицины, действительный статский советник.

## Биография
Родился в  1813 году в семье священника.
В 1834 году после окончания с золотою медалью Императорской медико-хирургической академии выпущен был лекарем и определён ординатором в Люблинский военный госпиталь.
С 1835 года переведён лекарем в Ловичский военный госпиталь, в  1836 году в Ковенский военный госпиталь. 30 октября 1837 года получил степень доктора медицины в ИМХА и был назначен обер-лекарем в Колыванский 40-й пехотный полк. С 1838 года назначен ординатором в Варшавский военный госпиталь, одновременно с 1838 по 1842 годы преподавал в Варшавской военно-фельдшерской школе. С 1845 года состоял при генерал-штаб-докторе действующей армии.
С 1853 года и.о. главного врача Новогеоргиевского военного госпиталя. С 1856 года статский советник — главный врач Люблинского военного госпиталя. С 1859 года назначен главным врачом Замосцкого военного госпиталя.  С 1865 года — главный врач Брест-Литовского военного госпиталя, в 1869 году произведён в действительные статские советники.
Умер 10 сентября 1872 года находясь на службе.

## Награды
- Орден Святого Владимира 4-й степени (1850)
- Орден Святого Станислава 2-й степени с Императорской короной (1859)
- Орден Святой Анны 2-й степени с Императорской короной (1868)

Медали:
- Медаль «В память войны 1853—1856»

## Основные труды
- "Intussusceptio intestinorum", "Военно-медицинский журнал", 1839 г., ч. 34, I, 119;
- "Прижигание сыпи азотнокислою ртутью", "Военно-медицинский журнал", 1840 г., ч. 36, I, 3;
- "Три наблюдения: азотнокислое серебро в ухотечении, пурпура и phlebitis", "Друг Здравия", 1842 г., 30;
- "Тифозная горячка", пер. с фр. Форже. Варшава, 1847 г.;
- "Antrax в этиологическом и терапевтическом отношении", "Друг Здравия", 1855 г., 38;
- "О ранениях головы", "Друг Здравия", 1855 г., 49;
- "Клинические заметки о легочной чахотке", пер. с франц., "Военно-медицинский журнал", 1839 г., ч. 34[3].